# セミキノン

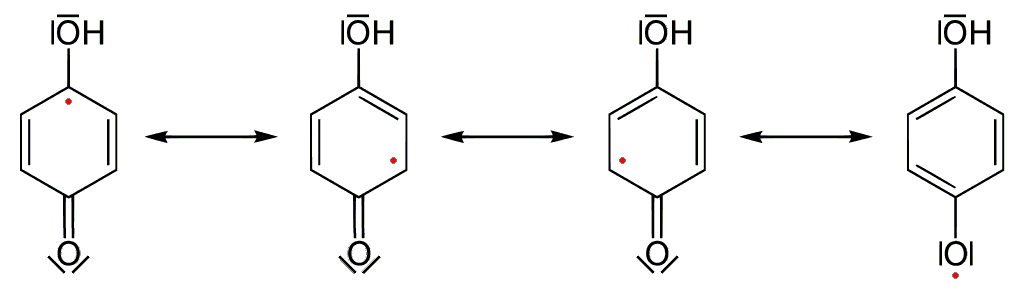
セミキノンの共鳴異性体

セミキノン(Semiquinone)は、ハイドロキノンやカテコールなどのハイドロキノン類をキノン類に脱水素化する過程で、1つの水素原子を電子とともに除去したり、または代わりに単一の水素原子を電子とともにキノンに付加することから生じるフリーラジカルである。ユビキノン起源のものは、ユビセミキノンという。セミキノンは、非常に不安定である。
例えば、ユビセミキノンは、コエンザイムQ10の補助型(ユビキノン)を活性型のユビキノールに還元する2つの段階のうちの1つ目に該当する。